# Burg Vogelfels
Die Burg Vogelfels ist eine kleine abgegangene Spornburg auf dem sogenannten Großen Vogelfels, von dem sie auch ihren heutigen Namen bekommen hat. Der Vogelfels liegt südwestlich des Albstadter Stadtteils Lautlingen im Zollernalbkreis in Baden-Württemberg.
Der Burgstall ist seit 22. August 1991 nicht mehr frei zugänglich. Mit Verordnung des Landkreises Zollernalbkreis wurde der „Große Vogelfels“ zum flächenhaften Naturdenkmal erklärt. Es besteht sowohl ein ganzjähriges Kletterverbot als auch ein ganzjähriges Betretungsverbot. Befreiungen davon kann nur das Landratsamt Zollernalbkreis in schriftlicher Form erteilen.

## Geographische Lage
Die kleine Burg lag 500 Meter südwestlich des „Hofes Tierberg“ und etwa 2000 Meter südwestlich von Lautlingen in etwa 870 Metern Höhe auf einem nach Südwesten gerichteten Felssporn des Oberen Berges, der vom langen Tal, ein Seitental des Brunnentales, begrenzt wird. In diesem Tal führte einst eine Straße über Hossingen, Unterdigsheim, Kolbingen und Mühlheim an der Donau nach Tuttlingen (Reichsstraße). In Mühlheim sind Sichtverbindungen der Wächter belegt. Im Kriegsfall konnte die beiden hölzernen Hossinger Leitern hochgezogen werden. Lochenpass, Dobelsteige, Rottweiler Weg in Tieringen gegen Hausen und der Bschorrer Weg konnten mit verhakten Sperrwerken gesichert werden. Die Soldaten und ihre Waffen sind ab 1521 namentlich überliefert. Möglicherweise diente die Burg Vogelfels auch der Sicherung der Straße.
Ganz in der Nähe liegt auch der Stammsitz der Tierberger, die Burgruine Altentierberg, weiter nördlich die ehemalige Burg Heersberg auf dem gleichnamigen Berg Heersberg, die ehemalige Schalksburg. Ebenfalls den Tierbergern gehörte die Burg Hossingen und die Ruine der Burg Wildentierberg.

## Geschichte
Die Burg, deren ursprünglicher Name nicht bekannt ist, wurde, nach von Christoph Bizer datierten Scherben- und Metallfunden, vermutlich in der zweiten Hälfte des 11. Jahrhunderts errichtet, und schon früh wieder aufgegeben. Die Burgherren Eberhardt und Gerold von Lautlingen (Erbo und Gernuc von Lutelinge) wurden im Jahre 1094 in der Notitia Fundationis des Klosters Sankt Georgen erwähnt. 1140  unterzeichnet ein Burkard von Lautlingen und Gozbertus de Obernheim, freien Standes, als Zeuge in Schwenningen bei Villingen für das Kloster Gegenbach. Bizer vermutet das Ende der Burg vor dem 12. Jahrhundert, vielleicht während des Investiturstreites in den Jahren um 1076. Die Bewohner auf der Wildentierberg nannten sich z. B. ab 1313 Herren von Tierberg von der Wildentierberg, worauf sich die auf der Stammburg verbleibende Linie Tierberg von der Altentierberg nannte. Diese Linie starb 1480 aus.
Die Burg wurde vermutlich von den Herren von Lautlingen erbaut und war später im Besitz der Herren von Tierberg. Die Lautlinger Herren wurden im 11. Jahrhundert erwähnt und starben bereits um 1200 aus.

## Beschreibung
Die ehemalige Burganlage befand sich auf einem schmalen Burgfelsen umgeben von drei Abschnittsgräben und hatte eine Kernburg mit möglichem Wohnturm. Von der Anlage ist noch ein Abschnittsgraben erhalten.

## Erreichbarkeit Burgstall und Aussichtspunkt

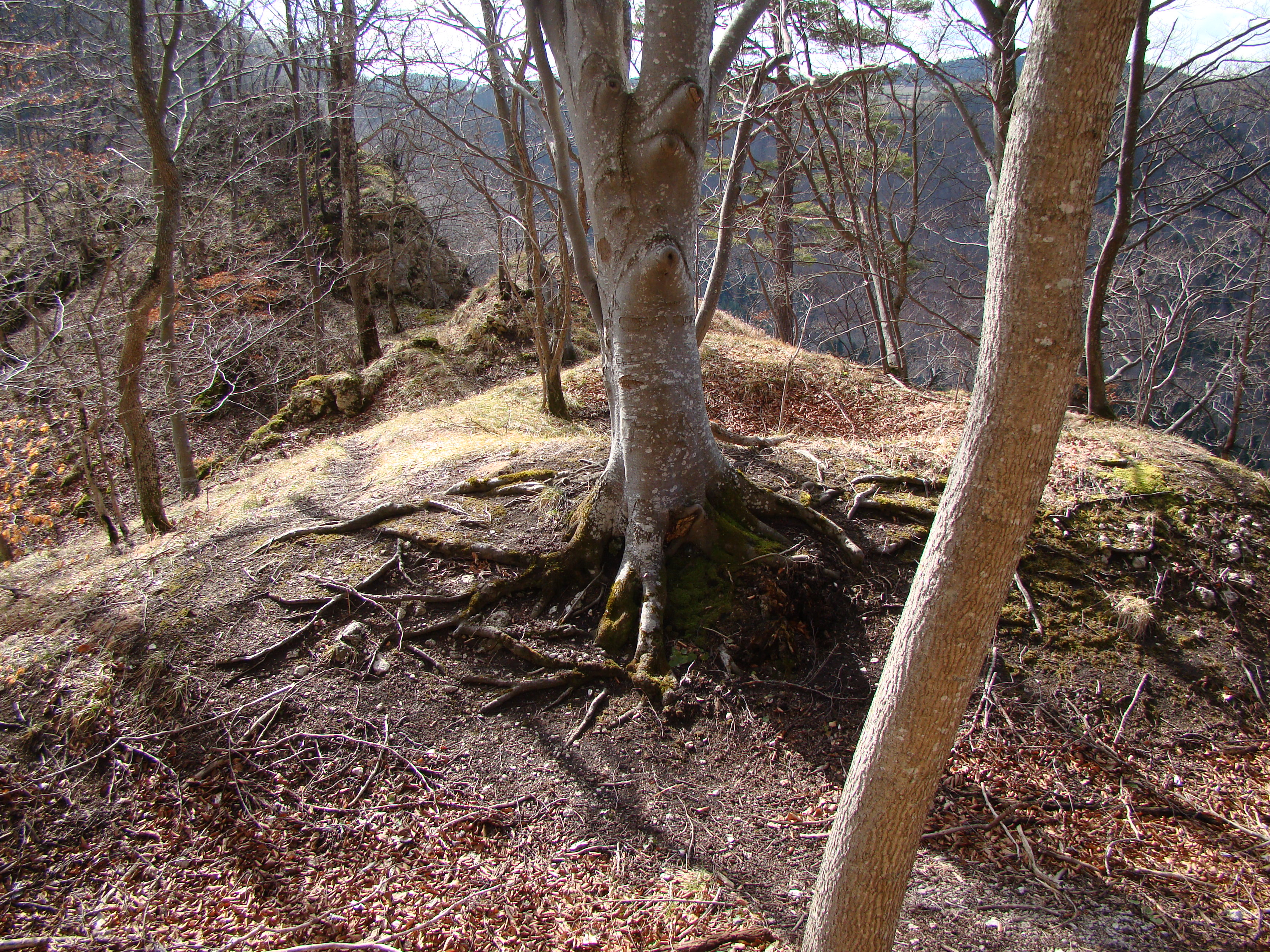
Vogelfels

Von den Bahnhöfen in Lautlingen oder Laufen kann der Albtrauf über die Hossinger Leiter (48° 11′ 38,71″ N, 8° 55′ 43,95″ O) erwandert werden.
Vom Wanderweg aus besteht oberhalb der Hossinger Leiter eine gute Sicht auf den Vogelfels. Unterhalb zweigt der Weg ins Lange Tal mit dem Vogelfels ab. Der Vogelfels liegt etwas versteckt im Seitental. Mit dem Pkw Heimatmuseum Hossingen (48° 11′ 26,81″ N, 8° 55′ 19,3″ O) weiter den Schildern folgend.

## Sagen
Die Sage ist unter einer Akustikwolke am Heimatmuseum Hossingen in einer Hörstation abrufbar. Derzeit verleihen Bürger der Station ihre Stimme. Dieter Bodmer aus Hossingen hat sich als Sprecher der Sage vom Schuhmacherfels eingebracht.

### Der Schuhmacher
Vor langer Zeit wurde ein Schuhmacher aus Hossingen vom Gericht der Herrschaft angeklagt. Seine Hinrichtung schien unabwendbar. Man einigte sich auf ein Gottesurteil in Form eines einseitigen Ordals. Der angeklagte Schuhmacher hatte auf dem Schuhmacherfels in schwindelerregender Höhe über dem Abgrund ein paar Schuhe anzufertigen. Dabei durfte er nichts vom abgezählten Material verlieren. Die tadellos gefertigten Schuhe und die Tatsache, dass er nicht abstürzte, wurde damals vor Gericht als Beweis seiner Unschuld angesehen. Während in den amtlichen Karten bei einer Felsnadel gegenüber der Burg Vogelfels der Name Schuhmacherfels eingetragen ist, soll das Ordal laut mündlicher Überlieferung auf der rechten Talseite bei der Hossinger Leiter stattgefunden haben.